# Honours list
Honours list (dosł. lista zaszczytów) – w systemie odznaczeń w Wielkiej Brytanii pojęcie oznaczające listę osób uhonorowanych orderami i tytułami szlacheckimi, publikowaną regularnie, co najmniej dwa razy w roku. Niekiedy na liście znajdują się również nowo powołani parowie dożywotni, choć mogą oni być kreowani również poza listą. 

## Ogłoszenie i wręczenie
Lista stanowi oficjalne podanie do publicznej wiadomości faktu przyznania wyróżnień. Fizyczne wręczenie odznaczeń odbywa się zwykle w ciągu kilku kolejnych miesięcy, przy czym ze względów technicznych odznaczeni dzieleni są w tym celu na mniejsze grupy. Zwyczajowo osobą wręczającą wyższe ordery jest jeden z ważniejszych członków rodziny królewskiej, który pasuje również nowo nobilitowanych rycerzy i damy, czyli osoby obdarzone tytułami Sir i Dame.

## Rodzaje list
Wyróżnia się następujące rodzaje honours list:
- lista noworoczna (New Year Honours) - ogłaszana corocznie 1 stycznia jako część obchodów Nowego Roku
- lista urodzinowa (Birthday Honours) - ogłaszana corocznie w dniu oficjalnych urodzin monarchy. Należy pamiętać, iż Elżbieta II zwyczajowo obchodzi swoje oficjalne urodziny pod koniec maja lub na początku czerwca, aby zwiększyć szanse na dobrą pogodę dla imprez plenerowych z tej okazji. Rzeczywiste urodziny królowej przypadają jednak w kwietniu.
- lista z okazji rezygnacji premiera (Prime Minister's Resignation Honours) - ogłaszana wkrótce po rezygnacji premiera Wielkiej Brytanii, o ile wyrazi on takie życzenie. Na liście znajdują się przede wszystkim osoby ze środowiska politycznego ustępującego szefa rządu, którym chce on podziękować orderami i tytułami za ich pracę. Zazwyczaj część ministrów kończącego swoją misję rządu otrzymuje wówczas kreacje lordowskie, co pozwala im pozostać w parlamencie niezależnie od wyników wyborów.
- lista z okazji rozwiązania parlamentu (Dissolution Honours List) - ogłaszana na koniec niektórych (nie wszystkich) kadencji Izby Gmin, służąca głównie kreacjom lordowskim i orderom dla zasłużonych posłów, którzy rezygnują z dalszego zasiadania w Izbie
- lista z okazji koronacji (Coronation Honours) - ogłaszana z okazji koronacji nowego monarchy
- listy dodatkowe (additional honours) - ogłaszane przy okazji wyjątkowo ważnych wydarzeń w dziejach monarchii. Za panowania Elżbiety II wydawano je pięciokrotnie: z okazji srebrnego, złotego i diamentowego jubileuszu panowania, z okazji 90. urodzin królowej-matki Elżbiety oraz z powodu śmierci królowej-matki i księżniczki Małgorzaty (wspólnie, gdyż zmarły w odstępie niespełna dwóch miesięcy), co miało służyć wyróżnieniu najbliższych współpracowników obu zmarłych.